# Cornelia Faroli
Cornelia Faroli je opera o sedmi (šesti) obrazech na námět ze života malíře Tiziana od českého dirigenta a skladatele Rafaela Kubelíka na libreto Dalibora C. Vačkáře (píšícího pod pseudonymem Dalibor C. Faltis). Napsána byla roku 1966 a premiéru měla v německém překladu 15. srpna 1972 v Městské opeře (Städtische Oper) v Augsburgu.

## Vznik, charakteristika a historie
Rafael Kubelík složil celkem pět oper, z nich však jedinou uvedenou byla dlouho jen první z nich, Veronika, vzniklá v době druhé světové války a provedená poprvé v Brně roku 1947; případné uvedení jeho dalších děl v Československu zmařila Kubelíkova poúnorová emigrace. Již k Veronice napsal libreto Dalibor C. Vačkář, který s Kubelíkem spolupracoval i na jeho poslední opeře na téma ze života benátského malíře Tizian, přesněji jeho legendární vztah s dívkou jménem Cornelia Faroli (zatímco některé postavy a jiné detaily operního příběhu vycházejí ze skutečnosti, hlavní zápletka a titulní postava jsou smyšlené). Tato opera vznikala v 60. letech 20. století a původní název zněl Tizian. Rafael Kubelík v té době (v letech 1961–1979) v Bavorsku působil jako šéfdirigent Symfonického orchestru Bavorského rozhlasu a roku 1965 si na její zkomponování vyžádal roční dovolenou; podle svých slov nejprve půl roku studoval text a samotná kompozice pak trvala sedm až osm měsíců. Pod definitivním názvem Cornelia Faroli však byla tato opera uvedena se zpožděním až v roce 1972 v Městské opeře v Augsburgu, a to v rámci kulturního programu souvisejícího s letními olympijskými hrami v Mnichově a se světovým kongresem organizace Jeunesse Musicale. Překlad do němčiny pro tento účel pořídil hudební historik a překladatel řady operních libret z češtiny do němčiny Kurt Honolka. Právě v roce po premiéře Cornelie Faroli mimochodem dosáhl Kubelík jednoho z vrcholů své kariéry, totiž jmenování dirigentem Metropolitní opery v New Yorku.
Přestože děj je historicky a personálně ukotven, nešlo Kubelíkovi primárně o historickou operu. Jak psala recenzentka Věra Blanická v časopisu Demokracia v exile, Kubelíkův „tvůrčí zájem nezískal historický kolorit ani episodální akce děje, nýbrž problematika a psychologie lidských vztahů a jejich účinky“. Za vlastní téma považuje Blanická „duchovní cestu [umělce=Tiziana] k čistému umění, posvěcenému bolestí a poznáním“.
Zpěv je veden především deklamačně, s některými lyrickými pasážemi; hlavní zpěvní úlohy jsou poměrně náročné. Orchestr se uplatňuje zejména v mezihrách, při zpěvu ustupuje do pozadí. Opera nemá předehru a trvá asi 160 minut.
Ulrich Bumann v obsáhlé recenzi pro deník Rheinischer Merkur viděl v Kubelíkově hudbě zejména pokračování pozdněromantického stylu přelomu 19. a 20. století – Richarda Strausse, Gustava Mahlera a Leoše Janáčka, nepoznamenané moderními proudy vážné hudby. „Jeho opera je, měřeno tendencemi posledních deseti nebo dvaceti let, zvukový návrat k téměř tonálnímu vyznání; Kubelík nemyslí na to, přijmout vývoj hudby, která je na útěku sama před sebou.“ Bumann upozorňuje na „melodické árie“, „kontrapunktové ansámbly“, „tremolovou lyrikuׅ“ a „dovedně rozprostřené scény ve fugové formě“.  Kubelík v opeře hojně využívá formu melodramu – dokonce závěrečná Tizianova slova jsou mluvená, což Blanická vykládá tak, že „[s]kladatel jako by kapituloval před odhaleným smyslem života: již ne hudba, ale prosté slovo může jediné vyslovit věčnou pravdu.“
Ohlas opery byl dobový a spíše spojený s osobou autora; soudobá opera, a zejména v německém prostředí, se pohybovala zcela jinde. Exilový časopis České slovo popisoval reakce německého tisku jako „dílem celkem kladné, dílem však záporné … poměrně dost byla kritizována literární předloha, v zásadě nedramatická“. Žádné jiné divadlo Cornelii Faroli dosud neuvedlo, i když o tom počátkem 20. století uvažovala opera v Řezně.
Roku 1972 vyšel ve frankfurtském nakladatelství Litolff, Peters klavírní výtah opery; po tiskové kritice Honolkova překladu pro něj pořídil německý text Georg Kröll. V této edici má opera sedm obrazů (v divadelní podobě jich měla šest) a je nabízena pod zkráceným názvem Cornelia. Skladatel také vypracoval orchestrální suitu z této opery.

## Osoby a první obsazení

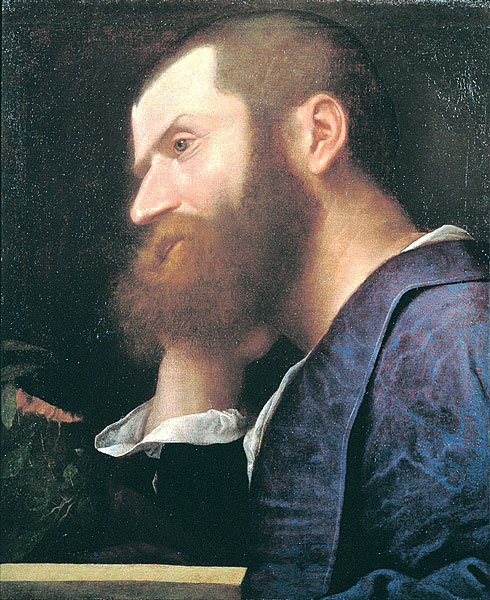
Portrét Pietra Aretina od Tiziana z roku 1512

| osoba                                                      | hlasový obor         | premiéra (15. srpna 1972) |
| ---------------------------------------------------------- | -------------------- | ------------------------- |
| Cornelia Faroli                                            | lyrický soprán       | Grit van Jüten            |
| Tizian                                                     | baryton              | Hans Günter Nöcker        |
| Rodrigo, jeho sluha                                        | tenor                | Jean van Ree              |
| Pietro Aretino                                             | tenor                | Richard Holm              |
| Marietta, kurtizána                                        | soprán               | Norma Sharp               |
| Sofie, kurtizána                                           | soprán               | Helga Viertl              |
| Angela, kurtizána                                          | mezzosoprán (soprán) | Monika Runge              |
| Hraběnka Catarina, kurtizána                               | alt (mezzosoprán)    | Edith Menzel              |
| Hortado de Mendoza, španělský vyslanec                     | bas                  | Rupert Straub             |
| Enrico Salvado, soudce                                     | bas (basbaryton)     | Horts Emanuel             |
| Inkvizitor                                                 | bas (mluvená role)   | Klaus Martin Heim         |
| (Komorník)                                                 | mluvená role         | –                         |
| Dvorní dámy a šlechtici, vojáci, stráže, služebnictvo, lid |                      |                           |
| Dirigent: Rafael Kubelík                                   |                      |                           |
| Režie: Wilm ten Haaf                                       |                      |                           |
| Scéna: Hans-Ulrich Schmückle                               |                      |                           |

## Děj opery

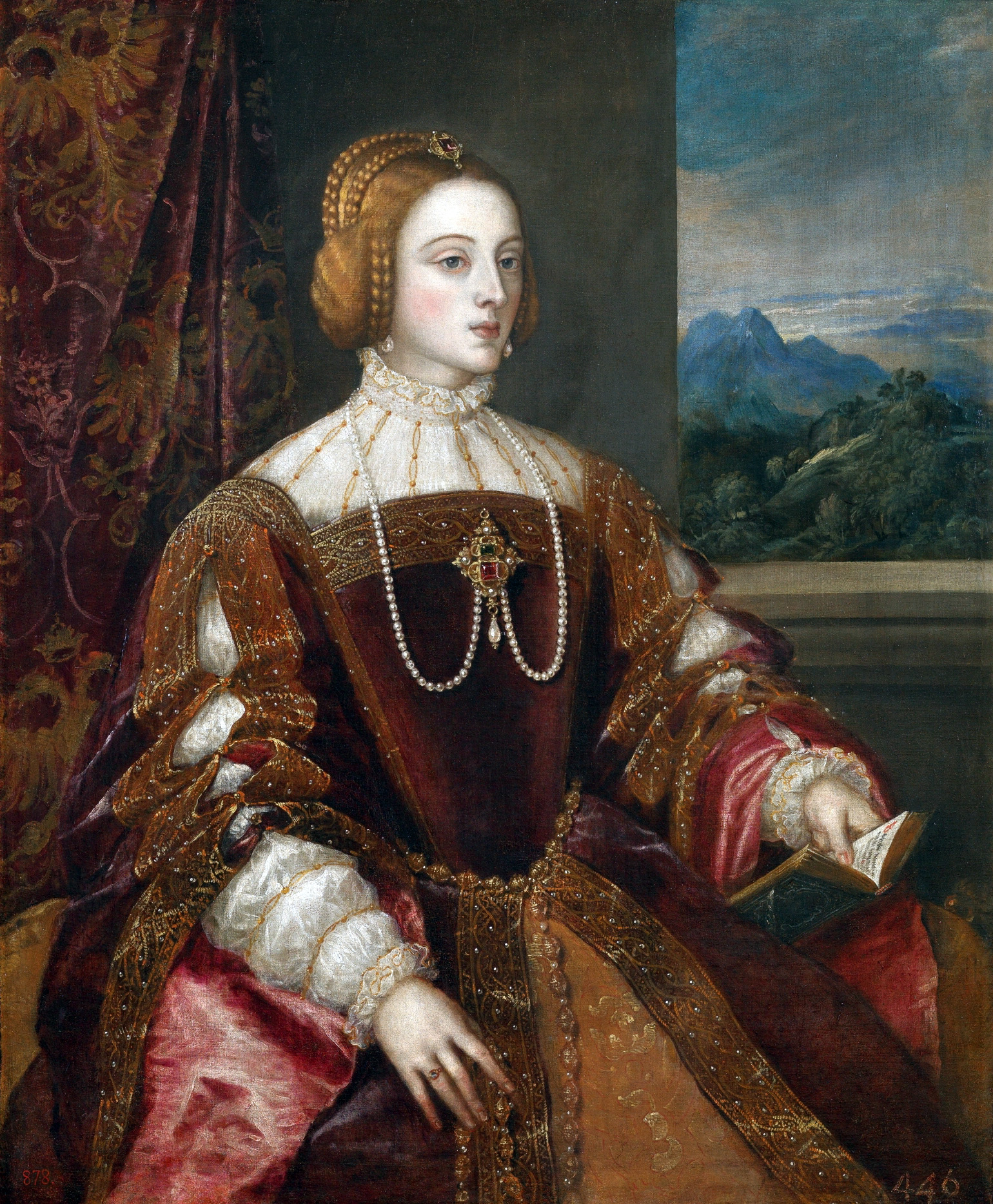
Tizianův portrét císařovny Isabely Portugalské, o jehož vzniku pojednává opera Cornelia Faroli

(1. obraz – Aretinův palác v Benátkách) Proslulý benátský malíř Tizian portrétuje svého přítele, známého básníka a satirika Pietra Aretina, v jeho paláci. Není to jednoduché, protože jako vždy se kolem Aretina, obdivovaného i obávaného pro své břitké pero, pohybují krásky z benátské vysoké společnosti. U básníka Tiziana vyhledá don Hortado de Mendoza, španělský vyslanec v Benátské republice. Nejprve je uchvácen Aretinovým portrétem a nabízí ho odkoupit pro svého pána, císaře Karla V., ale Aretino s úsměškem odmítá. Pak Mendoza přechází k pravému účelu své návštěvy, jímž je zakázka na portrét zemřelé císařovny Isabely Portugalské, a předává malíři medailon, podle kterého má portrét vyhotovit. To Tizianovi nestačí a už už by zakázku odmítl, ale Aretino ho přesvědčí, aby prestižní nabídku přijal. K portrétu však bude muset Tizian najít živý model hodný císařovny.
(2. obraz – Náměstí ve Veroně) na cestách v doprovodu svého sluhy Rodriga dorazil Tizian do Verony. Při večerním odpočinku na náměstí ve městě Veroně se stane svědkem toho, jak je na popraviště vedena jakási žena, aby byla upálena jako čarodějnice. Soudce vyhlašuje rozsudek nad ní a uvádí její jméno: Cornelia Faroli. Malíř, který původně přišel studovat tváře davu, je na místě uchvácen Corneliinou krásou a vznešeností a vidí v ní ideální model pro portrét císařovny Isabely. Z rozsudku se dozví, že by dívka mohla uniknout katu, pokud by si ji byl ochoten vzít za ženu spořádaný občan, a ihned se pod falešným nabízí jako její ženich. Přes pobouření davu, který přišel o očekávanou podívanou, soudce Tizianovu nabídku přijímá a Cornelii propouští.
(3. obraz – Tizianovo venkovské sídlo) Tizian v ústraní od města, na svém venkovském sídle pracuje na císařovnině portrétu. Cornelia mu přitom sedí modelem a malíř netuší, že se její vděčnost a obdiv k němu rychle přetavily v lásku. Aretino přijíždí Tiziana navštívit a chválí mu jak portrét, tak především – s notnou dávkou uštěpačného rozveselení – nalezený model. Ani Corneliino zamilování do Mistra nezůstane světaznalému básníkovi utajeno, ba přiměje ji, aby si své city jasně uvědomila.
(4. obraz – Tizianovo venkovské sídlo) Tizian pokročil ve své malbě a nyní sezval na své sídlo některé benátské krásky, aby mu posloužily jako modely pro dvorní dámy císařovny Isabely. Pro jejich zabavení měl dorazit i Aretino, ale ten, jak si dámy mezi sebou vyprávějí, leží doma a léčí se z výprasku, jež mu udělil manžel jedné z jeho milenek. Objeví se Cornelia ve skvostném hávu císařovny a benátské dámy popadne žárlivost k této dívce, o níž vědí jen, že je z nízkého stavu. Pod záminkou, že jí pomohou s odíváním, se na ni vrhnou, pocuchají ji vlasy a nakonec z ní šaty přímo servou, aby ji ponížily. Rozzuřený Tizian je vyhání a utěšuje Cornelii; teprve teď v ní poznává nejen model, ale lidskou bytost.
(5. obraz – Tizianovo venkovské sídlo) V Tizianově nepřítomnosti přijel na malířovo sídlo Aretino pod záminkou, že si přeje první vidět dohotovený portrét. Ve skutečnosti se však snaží dárky a umnými slovy svádět Cornelii, která ho však rozhodně odmítá, protože miluje Titiana a on ji a hodlá si ji vzít. Popuzený Aretino jí zlomyslně prozrazuje, že malíř je již dávno ženat a má děti. Přispěchavší Tizian Aretina vykazuje a pokouší se Cornelii uklidnit, musí však přiznat, že Aretino mluvil pravdu. Po rozloučení, v noci, Cornelia potají odchází z Tizianova domu navždy.
(6. obraz – Rezidence španělského vyslance v Benátkách) V rezidenci Hortada de Mendozy je slavnostně odhalován portrét císařovny Isabely. Mezi hosty je přirozeně přítomen i Aretino, který se snaží povzbudit Tiziana, ale ten je od Corneliina zmizení zasmušilý. Mezi hosty obdivujícími mistrnou podobiznu je Salvado, soudce z Verony, který vypráví, že mu žena na obraze připomíná jistou čarodějnici, kterou nedávno odsoudil. Ta nejprve hranici unikla, ale přednedávnem se do Verony zčistajasna vrátila a rozsudek nad ní byl vykonán. Tizian je zdrcen; Aretino zachraňuje situaci vtipem o tom, že soudce musí být obětí nějakého klamu, a po straně malíře utěšuje: Cornelia zůstane navždy živou v jeho umění.

## Instrumentace
Dvě flétny, dva hoboje, tři klarinety, dva saxofony, tři fagoty, čtyři lesní rohy, tři trubky, dva pozouny, tuba, tympány, bicí souprava, harfa, cembalo, smyčcové nástroje (housle, violy, violoncella, kontrabasy).

## Nahrávky
Z premiéry opery byla pořízena rozhlasová nahrávka, která byla vysílána Bavorským rozhlasem, ale také např. BBC (26. ledna 1973). Není komerčně dostupná, existují pirátské záznamy.
Úryvky z Cornelie Faroli se objevují v dokumentárním filmu Reinera E. Moritze Rafael Kubelik – Music Is My Country na DVD vydaném roku 2005 (Arthaus Musik 100723).